# Берн, Амос
Амос Берн (Бёрн; англ. Amos Burn; 31 декабря 1848, Халл — 25 ноября 1925, Лондон) — английский шахматист и шахматный журналист; редактор шахматного отдела английского журнала «Филд» (1913—1925); предприниматель.

## Биография
В шахматы играл с 16 лет, в начале 1870-х годов выдвинулся в число сильнейших английских
шахматистов. После многолетнего перерыва возобновил участие в соревнованиях лишь в 1886: поделил 1—2-е место с Дж. Блэкберном на турнире в Лондоне, вышел победителем турнира в Ноттингеме, сыграл вничью матчи с Г. Бёрдом — 9 : 9 и Дж. Макензи — 5 : 5 (+4 −4 =2).
Лучшие результаты в международных турнирах: Лондон (1887) — 1—2-е место (с И. Гунсбергом; дополнительный матч закончился вничью); Брадфорд (1888) — 5-е; Бреслау (1889) — 2-е; Амстердам (1889) — 1-е; Берлин (1897) — 5-е; Вена (1898) — 6—7-е; Кёльн (1898) — 1-е (высшее спортивное достижение); Париж (1900) — 5-е; Мюнхен (1900) — 4-е; Остенде (1906) — 4—5-е места. Доказал этими успехами, что является сильнейшим после Дж. Блэкберна шахматистом Англии.
Дважды посетил Россию: в 1909 как участник международного шахматного конгресса памяти М. Чигорина, в 1914 как корреспондент, прибывший для освещения Петербургского турнира гроссмейстеров. Известен как автор оригинальной системы развития во французской защите. Последователь В. Стейница, Берн являлся признанным мастером защиты, накопления мелких позиционных преимуществ, ведения эндшпиля.

## Примечательные партии
Партию с В. Стейницем (чёрные) Берн считал своим лучшим творческим достижением (Кёльн, 1898).
|   | a | b | c | d | e | f | g | h |   |
| - | --- | --- | --- | --- | --- | --- | --- | --- | - |
| 8 | b8 чёрная ладья · b7 чёрная пешка · c7 чёрный король · d7 чёрная ладья · e7 чёрный слон · g7 чёрная пешка · a6 чёрная пешка · f6 чёрная пешка · h6 чёрная пешка · a5 белая пешка · c5 чёрная пешка · d5 белый слон · f5 белая пешка · c4 белый король · e4 белая пешка · b3 белая ладья · g3 белая пешка · b2 белая пешка · f2 белая пешка · h1 белая ладья | b8 чёрная ладья · b7 чёрная пешка · c7 чёрный король · d7 чёрная ладья · e7 чёрный слон · g7 чёрная пешка · a6 чёрная пешка · f6 чёрная пешка · h6 чёрная пешка · a5 белая пешка · c5 чёрная пешка · d5 белый слон · f5 белая пешка · c4 белый король · e4 белая пешка · b3 белая ладья · g3 белая пешка · b2 белая пешка · f2 белая пешка · h1 белая ладья | b8 чёрная ладья · b7 чёрная пешка · c7 чёрный король · d7 чёрная ладья · e7 чёрный слон · g7 чёрная пешка · a6 чёрная пешка · f6 чёрная пешка · h6 чёрная пешка · a5 белая пешка · c5 чёрная пешка · d5 белый слон · f5 белая пешка · c4 белый король · e4 белая пешка · b3 белая ладья · g3 белая пешка · b2 белая пешка · f2 белая пешка · h1 белая ладья | b8 чёрная ладья · b7 чёрная пешка · c7 чёрный король · d7 чёрная ладья · e7 чёрный слон · g7 чёрная пешка · a6 чёрная пешка · f6 чёрная пешка · h6 чёрная пешка · a5 белая пешка · c5 чёрная пешка · d5 белый слон · f5 белая пешка · c4 белый король · e4 белая пешка · b3 белая ладья · g3 белая пешка · b2 белая пешка · f2 белая пешка · h1 белая ладья | b8 чёрная ладья · b7 чёрная пешка · c7 чёрный король · d7 чёрная ладья · e7 чёрный слон · g7 чёрная пешка · a6 чёрная пешка · f6 чёрная пешка · h6 чёрная пешка · a5 белая пешка · c5 чёрная пешка · d5 белый слон · f5 белая пешка · c4 белый король · e4 белая пешка · b3 белая ладья · g3 белая пешка · b2 белая пешка · f2 белая пешка · h1 белая ладья | b8 чёрная ладья · b7 чёрная пешка · c7 чёрный король · d7 чёрная ладья · e7 чёрный слон · g7 чёрная пешка · a6 чёрная пешка · f6 чёрная пешка · h6 чёрная пешка · a5 белая пешка · c5 чёрная пешка · d5 белый слон · f5 белая пешка · c4 белый король · e4 белая пешка · b3 белая ладья · g3 белая пешка · b2 белая пешка · f2 белая пешка · h1 белая ладья | b8 чёрная ладья · b7 чёрная пешка · c7 чёрный король · d7 чёрная ладья · e7 чёрный слон · g7 чёрная пешка · a6 чёрная пешка · f6 чёрная пешка · h6 чёрная пешка · a5 белая пешка · c5 чёрная пешка · d5 белый слон · f5 белая пешка · c4 белый король · e4 белая пешка · b3 белая ладья · g3 белая пешка · b2 белая пешка · f2 белая пешка · h1 белая ладья | b8 чёрная ладья · b7 чёрная пешка · c7 чёрный король · d7 чёрная ладья · e7 чёрный слон · g7 чёрная пешка · a6 чёрная пешка · f6 чёрная пешка · h6 чёрная пешка · a5 белая пешка · c5 чёрная пешка · d5 белый слон · f5 белая пешка · c4 белый король · e4 белая пешка · b3 белая ладья · g3 белая пешка · b2 белая пешка · f2 белая пешка · h1 белая ладья | 8 |
| 7 | b8 чёрная ладья · b7 чёрная пешка · c7 чёрный король · d7 чёрная ладья · e7 чёрный слон · g7 чёрная пешка · a6 чёрная пешка · f6 чёрная пешка · h6 чёрная пешка · a5 белая пешка · c5 чёрная пешка · d5 белый слон · f5 белая пешка · c4 белый король · e4 белая пешка · b3 белая ладья · g3 белая пешка · b2 белая пешка · f2 белая пешка · h1 белая ладья | b8 чёрная ладья · b7 чёрная пешка · c7 чёрный король · d7 чёрная ладья · e7 чёрный слон · g7 чёрная пешка · a6 чёрная пешка · f6 чёрная пешка · h6 чёрная пешка · a5 белая пешка · c5 чёрная пешка · d5 белый слон · f5 белая пешка · c4 белый король · e4 белая пешка · b3 белая ладья · g3 белая пешка · b2 белая пешка · f2 белая пешка · h1 белая ладья | b8 чёрная ладья · b7 чёрная пешка · c7 чёрный король · d7 чёрная ладья · e7 чёрный слон · g7 чёрная пешка · a6 чёрная пешка · f6 чёрная пешка · h6 чёрная пешка · a5 белая пешка · c5 чёрная пешка · d5 белый слон · f5 белая пешка · c4 белый король · e4 белая пешка · b3 белая ладья · g3 белая пешка · b2 белая пешка · f2 белая пешка · h1 белая ладья | b8 чёрная ладья · b7 чёрная пешка · c7 чёрный король · d7 чёрная ладья · e7 чёрный слон · g7 чёрная пешка · a6 чёрная пешка · f6 чёрная пешка · h6 чёрная пешка · a5 белая пешка · c5 чёрная пешка · d5 белый слон · f5 белая пешка · c4 белый король · e4 белая пешка · b3 белая ладья · g3 белая пешка · b2 белая пешка · f2 белая пешка · h1 белая ладья | b8 чёрная ладья · b7 чёрная пешка · c7 чёрный король · d7 чёрная ладья · e7 чёрный слон · g7 чёрная пешка · a6 чёрная пешка · f6 чёрная пешка · h6 чёрная пешка · a5 белая пешка · c5 чёрная пешка · d5 белый слон · f5 белая пешка · c4 белый король · e4 белая пешка · b3 белая ладья · g3 белая пешка · b2 белая пешка · f2 белая пешка · h1 белая ладья | b8 чёрная ладья · b7 чёрная пешка · c7 чёрный король · d7 чёрная ладья · e7 чёрный слон · g7 чёрная пешка · a6 чёрная пешка · f6 чёрная пешка · h6 чёрная пешка · a5 белая пешка · c5 чёрная пешка · d5 белый слон · f5 белая пешка · c4 белый король · e4 белая пешка · b3 белая ладья · g3 белая пешка · b2 белая пешка · f2 белая пешка · h1 белая ладья | b8 чёрная ладья · b7 чёрная пешка · c7 чёрный король · d7 чёрная ладья · e7 чёрный слон · g7 чёрная пешка · a6 чёрная пешка · f6 чёрная пешка · h6 чёрная пешка · a5 белая пешка · c5 чёрная пешка · d5 белый слон · f5 белая пешка · c4 белый король · e4 белая пешка · b3 белая ладья · g3 белая пешка · b2 белая пешка · f2 белая пешка · h1 белая ладья | b8 чёрная ладья · b7 чёрная пешка · c7 чёрный король · d7 чёрная ладья · e7 чёрный слон · g7 чёрная пешка · a6 чёрная пешка · f6 чёрная пешка · h6 чёрная пешка · a5 белая пешка · c5 чёрная пешка · d5 белый слон · f5 белая пешка · c4 белый король · e4 белая пешка · b3 белая ладья · g3 белая пешка · b2 белая пешка · f2 белая пешка · h1 белая ладья | 7 |
| 6 | b8 чёрная ладья · b7 чёрная пешка · c7 чёрный король · d7 чёрная ладья · e7 чёрный слон · g7 чёрная пешка · a6 чёрная пешка · f6 чёрная пешка · h6 чёрная пешка · a5 белая пешка · c5 чёрная пешка · d5 белый слон · f5 белая пешка · c4 белый король · e4 белая пешка · b3 белая ладья · g3 белая пешка · b2 белая пешка · f2 белая пешка · h1 белая ладья | b8 чёрная ладья · b7 чёрная пешка · c7 чёрный король · d7 чёрная ладья · e7 чёрный слон · g7 чёрная пешка · a6 чёрная пешка · f6 чёрная пешка · h6 чёрная пешка · a5 белая пешка · c5 чёрная пешка · d5 белый слон · f5 белая пешка · c4 белый король · e4 белая пешка · b3 белая ладья · g3 белая пешка · b2 белая пешка · f2 белая пешка · h1 белая ладья | b8 чёрная ладья · b7 чёрная пешка · c7 чёрный король · d7 чёрная ладья · e7 чёрный слон · g7 чёрная пешка · a6 чёрная пешка · f6 чёрная пешка · h6 чёрная пешка · a5 белая пешка · c5 чёрная пешка · d5 белый слон · f5 белая пешка · c4 белый король · e4 белая пешка · b3 белая ладья · g3 белая пешка · b2 белая пешка · f2 белая пешка · h1 белая ладья | b8 чёрная ладья · b7 чёрная пешка · c7 чёрный король · d7 чёрная ладья · e7 чёрный слон · g7 чёрная пешка · a6 чёрная пешка · f6 чёрная пешка · h6 чёрная пешка · a5 белая пешка · c5 чёрная пешка · d5 белый слон · f5 белая пешка · c4 белый король · e4 белая пешка · b3 белая ладья · g3 белая пешка · b2 белая пешка · f2 белая пешка · h1 белая ладья | b8 чёрная ладья · b7 чёрная пешка · c7 чёрный король · d7 чёрная ладья · e7 чёрный слон · g7 чёрная пешка · a6 чёрная пешка · f6 чёрная пешка · h6 чёрная пешка · a5 белая пешка · c5 чёрная пешка · d5 белый слон · f5 белая пешка · c4 белый король · e4 белая пешка · b3 белая ладья · g3 белая пешка · b2 белая пешка · f2 белая пешка · h1 белая ладья | b8 чёрная ладья · b7 чёрная пешка · c7 чёрный король · d7 чёрная ладья · e7 чёрный слон · g7 чёрная пешка · a6 чёрная пешка · f6 чёрная пешка · h6 чёрная пешка · a5 белая пешка · c5 чёрная пешка · d5 белый слон · f5 белая пешка · c4 белый король · e4 белая пешка · b3 белая ладья · g3 белая пешка · b2 белая пешка · f2 белая пешка · h1 белая ладья | b8 чёрная ладья · b7 чёрная пешка · c7 чёрный король · d7 чёрная ладья · e7 чёрный слон · g7 чёрная пешка · a6 чёрная пешка · f6 чёрная пешка · h6 чёрная пешка · a5 белая пешка · c5 чёрная пешка · d5 белый слон · f5 белая пешка · c4 белый король · e4 белая пешка · b3 белая ладья · g3 белая пешка · b2 белая пешка · f2 белая пешка · h1 белая ладья | b8 чёрная ладья · b7 чёрная пешка · c7 чёрный король · d7 чёрная ладья · e7 чёрный слон · g7 чёрная пешка · a6 чёрная пешка · f6 чёрная пешка · h6 чёрная пешка · a5 белая пешка · c5 чёрная пешка · d5 белый слон · f5 белая пешка · c4 белый король · e4 белая пешка · b3 белая ладья · g3 белая пешка · b2 белая пешка · f2 белая пешка · h1 белая ладья | 6 |
| 5 | b8 чёрная ладья · b7 чёрная пешка · c7 чёрный король · d7 чёрная ладья · e7 чёрный слон · g7 чёрная пешка · a6 чёрная пешка · f6 чёрная пешка · h6 чёрная пешка · a5 белая пешка · c5 чёрная пешка · d5 белый слон · f5 белая пешка · c4 белый король · e4 белая пешка · b3 белая ладья · g3 белая пешка · b2 белая пешка · f2 белая пешка · h1 белая ладья | b8 чёрная ладья · b7 чёрная пешка · c7 чёрный король · d7 чёрная ладья · e7 чёрный слон · g7 чёрная пешка · a6 чёрная пешка · f6 чёрная пешка · h6 чёрная пешка · a5 белая пешка · c5 чёрная пешка · d5 белый слон · f5 белая пешка · c4 белый король · e4 белая пешка · b3 белая ладья · g3 белая пешка · b2 белая пешка · f2 белая пешка · h1 белая ладья | b8 чёрная ладья · b7 чёрная пешка · c7 чёрный король · d7 чёрная ладья · e7 чёрный слон · g7 чёрная пешка · a6 чёрная пешка · f6 чёрная пешка · h6 чёрная пешка · a5 белая пешка · c5 чёрная пешка · d5 белый слон · f5 белая пешка · c4 белый король · e4 белая пешка · b3 белая ладья · g3 белая пешка · b2 белая пешка · f2 белая пешка · h1 белая ладья | b8 чёрная ладья · b7 чёрная пешка · c7 чёрный король · d7 чёрная ладья · e7 чёрный слон · g7 чёрная пешка · a6 чёрная пешка · f6 чёрная пешка · h6 чёрная пешка · a5 белая пешка · c5 чёрная пешка · d5 белый слон · f5 белая пешка · c4 белый король · e4 белая пешка · b3 белая ладья · g3 белая пешка · b2 белая пешка · f2 белая пешка · h1 белая ладья | b8 чёрная ладья · b7 чёрная пешка · c7 чёрный король · d7 чёрная ладья · e7 чёрный слон · g7 чёрная пешка · a6 чёрная пешка · f6 чёрная пешка · h6 чёрная пешка · a5 белая пешка · c5 чёрная пешка · d5 белый слон · f5 белая пешка · c4 белый король · e4 белая пешка · b3 белая ладья · g3 белая пешка · b2 белая пешка · f2 белая пешка · h1 белая ладья | b8 чёрная ладья · b7 чёрная пешка · c7 чёрный король · d7 чёрная ладья · e7 чёрный слон · g7 чёрная пешка · a6 чёрная пешка · f6 чёрная пешка · h6 чёрная пешка · a5 белая пешка · c5 чёрная пешка · d5 белый слон · f5 белая пешка · c4 белый король · e4 белая пешка · b3 белая ладья · g3 белая пешка · b2 белая пешка · f2 белая пешка · h1 белая ладья | b8 чёрная ладья · b7 чёрная пешка · c7 чёрный король · d7 чёрная ладья · e7 чёрный слон · g7 чёрная пешка · a6 чёрная пешка · f6 чёрная пешка · h6 чёрная пешка · a5 белая пешка · c5 чёрная пешка · d5 белый слон · f5 белая пешка · c4 белый король · e4 белая пешка · b3 белая ладья · g3 белая пешка · b2 белая пешка · f2 белая пешка · h1 белая ладья | b8 чёрная ладья · b7 чёрная пешка · c7 чёрный король · d7 чёрная ладья · e7 чёрный слон · g7 чёрная пешка · a6 чёрная пешка · f6 чёрная пешка · h6 чёрная пешка · a5 белая пешка · c5 чёрная пешка · d5 белый слон · f5 белая пешка · c4 белый король · e4 белая пешка · b3 белая ладья · g3 белая пешка · b2 белая пешка · f2 белая пешка · h1 белая ладья | 5 |
| 4 | b8 чёрная ладья · b7 чёрная пешка · c7 чёрный король · d7 чёрная ладья · e7 чёрный слон · g7 чёрная пешка · a6 чёрная пешка · f6 чёрная пешка · h6 чёрная пешка · a5 белая пешка · c5 чёрная пешка · d5 белый слон · f5 белая пешка · c4 белый король · e4 белая пешка · b3 белая ладья · g3 белая пешка · b2 белая пешка · f2 белая пешка · h1 белая ладья | b8 чёрная ладья · b7 чёрная пешка · c7 чёрный король · d7 чёрная ладья · e7 чёрный слон · g7 чёрная пешка · a6 чёрная пешка · f6 чёрная пешка · h6 чёрная пешка · a5 белая пешка · c5 чёрная пешка · d5 белый слон · f5 белая пешка · c4 белый король · e4 белая пешка · b3 белая ладья · g3 белая пешка · b2 белая пешка · f2 белая пешка · h1 белая ладья | b8 чёрная ладья · b7 чёрная пешка · c7 чёрный король · d7 чёрная ладья · e7 чёрный слон · g7 чёрная пешка · a6 чёрная пешка · f6 чёрная пешка · h6 чёрная пешка · a5 белая пешка · c5 чёрная пешка · d5 белый слон · f5 белая пешка · c4 белый король · e4 белая пешка · b3 белая ладья · g3 белая пешка · b2 белая пешка · f2 белая пешка · h1 белая ладья | b8 чёрная ладья · b7 чёрная пешка · c7 чёрный король · d7 чёрная ладья · e7 чёрный слон · g7 чёрная пешка · a6 чёрная пешка · f6 чёрная пешка · h6 чёрная пешка · a5 белая пешка · c5 чёрная пешка · d5 белый слон · f5 белая пешка · c4 белый король · e4 белая пешка · b3 белая ладья · g3 белая пешка · b2 белая пешка · f2 белая пешка · h1 белая ладья | b8 чёрная ладья · b7 чёрная пешка · c7 чёрный король · d7 чёрная ладья · e7 чёрный слон · g7 чёрная пешка · a6 чёрная пешка · f6 чёрная пешка · h6 чёрная пешка · a5 белая пешка · c5 чёрная пешка · d5 белый слон · f5 белая пешка · c4 белый король · e4 белая пешка · b3 белая ладья · g3 белая пешка · b2 белая пешка · f2 белая пешка · h1 белая ладья | b8 чёрная ладья · b7 чёрная пешка · c7 чёрный король · d7 чёрная ладья · e7 чёрный слон · g7 чёрная пешка · a6 чёрная пешка · f6 чёрная пешка · h6 чёрная пешка · a5 белая пешка · c5 чёрная пешка · d5 белый слон · f5 белая пешка · c4 белый король · e4 белая пешка · b3 белая ладья · g3 белая пешка · b2 белая пешка · f2 белая пешка · h1 белая ладья | b8 чёрная ладья · b7 чёрная пешка · c7 чёрный король · d7 чёрная ладья · e7 чёрный слон · g7 чёрная пешка · a6 чёрная пешка · f6 чёрная пешка · h6 чёрная пешка · a5 белая пешка · c5 чёрная пешка · d5 белый слон · f5 белая пешка · c4 белый король · e4 белая пешка · b3 белая ладья · g3 белая пешка · b2 белая пешка · f2 белая пешка · h1 белая ладья | b8 чёрная ладья · b7 чёрная пешка · c7 чёрный король · d7 чёрная ладья · e7 чёрный слон · g7 чёрная пешка · a6 чёрная пешка · f6 чёрная пешка · h6 чёрная пешка · a5 белая пешка · c5 чёрная пешка · d5 белый слон · f5 белая пешка · c4 белый король · e4 белая пешка · b3 белая ладья · g3 белая пешка · b2 белая пешка · f2 белая пешка · h1 белая ладья | 4 |
| 3 | b8 чёрная ладья · b7 чёрная пешка · c7 чёрный король · d7 чёрная ладья · e7 чёрный слон · g7 чёрная пешка · a6 чёрная пешка · f6 чёрная пешка · h6 чёрная пешка · a5 белая пешка · c5 чёрная пешка · d5 белый слон · f5 белая пешка · c4 белый король · e4 белая пешка · b3 белая ладья · g3 белая пешка · b2 белая пешка · f2 белая пешка · h1 белая ладья | b8 чёрная ладья · b7 чёрная пешка · c7 чёрный король · d7 чёрная ладья · e7 чёрный слон · g7 чёрная пешка · a6 чёрная пешка · f6 чёрная пешка · h6 чёрная пешка · a5 белая пешка · c5 чёрная пешка · d5 белый слон · f5 белая пешка · c4 белый король · e4 белая пешка · b3 белая ладья · g3 белая пешка · b2 белая пешка · f2 белая пешка · h1 белая ладья | b8 чёрная ладья · b7 чёрная пешка · c7 чёрный король · d7 чёрная ладья · e7 чёрный слон · g7 чёрная пешка · a6 чёрная пешка · f6 чёрная пешка · h6 чёрная пешка · a5 белая пешка · c5 чёрная пешка · d5 белый слон · f5 белая пешка · c4 белый король · e4 белая пешка · b3 белая ладья · g3 белая пешка · b2 белая пешка · f2 белая пешка · h1 белая ладья | b8 чёрная ладья · b7 чёрная пешка · c7 чёрный король · d7 чёрная ладья · e7 чёрный слон · g7 чёрная пешка · a6 чёрная пешка · f6 чёрная пешка · h6 чёрная пешка · a5 белая пешка · c5 чёрная пешка · d5 белый слон · f5 белая пешка · c4 белый король · e4 белая пешка · b3 белая ладья · g3 белая пешка · b2 белая пешка · f2 белая пешка · h1 белая ладья | b8 чёрная ладья · b7 чёрная пешка · c7 чёрный король · d7 чёрная ладья · e7 чёрный слон · g7 чёрная пешка · a6 чёрная пешка · f6 чёрная пешка · h6 чёрная пешка · a5 белая пешка · c5 чёрная пешка · d5 белый слон · f5 белая пешка · c4 белый король · e4 белая пешка · b3 белая ладья · g3 белая пешка · b2 белая пешка · f2 белая пешка · h1 белая ладья | b8 чёрная ладья · b7 чёрная пешка · c7 чёрный король · d7 чёрная ладья · e7 чёрный слон · g7 чёрная пешка · a6 чёрная пешка · f6 чёрная пешка · h6 чёрная пешка · a5 белая пешка · c5 чёрная пешка · d5 белый слон · f5 белая пешка · c4 белый король · e4 белая пешка · b3 белая ладья · g3 белая пешка · b2 белая пешка · f2 белая пешка · h1 белая ладья | b8 чёрная ладья · b7 чёрная пешка · c7 чёрный король · d7 чёрная ладья · e7 чёрный слон · g7 чёрная пешка · a6 чёрная пешка · f6 чёрная пешка · h6 чёрная пешка · a5 белая пешка · c5 чёрная пешка · d5 белый слон · f5 белая пешка · c4 белый король · e4 белая пешка · b3 белая ладья · g3 белая пешка · b2 белая пешка · f2 белая пешка · h1 белая ладья | b8 чёрная ладья · b7 чёрная пешка · c7 чёрный король · d7 чёрная ладья · e7 чёрный слон · g7 чёрная пешка · a6 чёрная пешка · f6 чёрная пешка · h6 чёрная пешка · a5 белая пешка · c5 чёрная пешка · d5 белый слон · f5 белая пешка · c4 белый король · e4 белая пешка · b3 белая ладья · g3 белая пешка · b2 белая пешка · f2 белая пешка · h1 белая ладья | 3 |
| 2 | b8 чёрная ладья · b7 чёрная пешка · c7 чёрный король · d7 чёрная ладья · e7 чёрный слон · g7 чёрная пешка · a6 чёрная пешка · f6 чёрная пешка · h6 чёрная пешка · a5 белая пешка · c5 чёрная пешка · d5 белый слон · f5 белая пешка · c4 белый король · e4 белая пешка · b3 белая ладья · g3 белая пешка · b2 белая пешка · f2 белая пешка · h1 белая ладья | b8 чёрная ладья · b7 чёрная пешка · c7 чёрный король · d7 чёрная ладья · e7 чёрный слон · g7 чёрная пешка · a6 чёрная пешка · f6 чёрная пешка · h6 чёрная пешка · a5 белая пешка · c5 чёрная пешка · d5 белый слон · f5 белая пешка · c4 белый король · e4 белая пешка · b3 белая ладья · g3 белая пешка · b2 белая пешка · f2 белая пешка · h1 белая ладья | b8 чёрная ладья · b7 чёрная пешка · c7 чёрный король · d7 чёрная ладья · e7 чёрный слон · g7 чёрная пешка · a6 чёрная пешка · f6 чёрная пешка · h6 чёрная пешка · a5 белая пешка · c5 чёрная пешка · d5 белый слон · f5 белая пешка · c4 белый король · e4 белая пешка · b3 белая ладья · g3 белая пешка · b2 белая пешка · f2 белая пешка · h1 белая ладья | b8 чёрная ладья · b7 чёрная пешка · c7 чёрный король · d7 чёрная ладья · e7 чёрный слон · g7 чёрная пешка · a6 чёрная пешка · f6 чёрная пешка · h6 чёрная пешка · a5 белая пешка · c5 чёрная пешка · d5 белый слон · f5 белая пешка · c4 белый король · e4 белая пешка · b3 белая ладья · g3 белая пешка · b2 белая пешка · f2 белая пешка · h1 белая ладья | b8 чёрная ладья · b7 чёрная пешка · c7 чёрный король · d7 чёрная ладья · e7 чёрный слон · g7 чёрная пешка · a6 чёрная пешка · f6 чёрная пешка · h6 чёрная пешка · a5 белая пешка · c5 чёрная пешка · d5 белый слон · f5 белая пешка · c4 белый король · e4 белая пешка · b3 белая ладья · g3 белая пешка · b2 белая пешка · f2 белая пешка · h1 белая ладья | b8 чёрная ладья · b7 чёрная пешка · c7 чёрный король · d7 чёрная ладья · e7 чёрный слон · g7 чёрная пешка · a6 чёрная пешка · f6 чёрная пешка · h6 чёрная пешка · a5 белая пешка · c5 чёрная пешка · d5 белый слон · f5 белая пешка · c4 белый король · e4 белая пешка · b3 белая ладья · g3 белая пешка · b2 белая пешка · f2 белая пешка · h1 белая ладья | b8 чёрная ладья · b7 чёрная пешка · c7 чёрный король · d7 чёрная ладья · e7 чёрный слон · g7 чёрная пешка · a6 чёрная пешка · f6 чёрная пешка · h6 чёрная пешка · a5 белая пешка · c5 чёрная пешка · d5 белый слон · f5 белая пешка · c4 белый король · e4 белая пешка · b3 белая ладья · g3 белая пешка · b2 белая пешка · f2 белая пешка · h1 белая ладья | b8 чёрная ладья · b7 чёрная пешка · c7 чёрный король · d7 чёрная ладья · e7 чёрный слон · g7 чёрная пешка · a6 чёрная пешка · f6 чёрная пешка · h6 чёрная пешка · a5 белая пешка · c5 чёрная пешка · d5 белый слон · f5 белая пешка · c4 белый король · e4 белая пешка · b3 белая ладья · g3 белая пешка · b2 белая пешка · f2 белая пешка · h1 белая ладья | 2 |
| 1 | b8 чёрная ладья · b7 чёрная пешка · c7 чёрный король · d7 чёрная ладья · e7 чёрный слон · g7 чёрная пешка · a6 чёрная пешка · f6 чёрная пешка · h6 чёрная пешка · a5 белая пешка · c5 чёрная пешка · d5 белый слон · f5 белая пешка · c4 белый король · e4 белая пешка · b3 белая ладья · g3 белая пешка · b2 белая пешка · f2 белая пешка · h1 белая ладья | b8 чёрная ладья · b7 чёрная пешка · c7 чёрный король · d7 чёрная ладья · e7 чёрный слон · g7 чёрная пешка · a6 чёрная пешка · f6 чёрная пешка · h6 чёрная пешка · a5 белая пешка · c5 чёрная пешка · d5 белый слон · f5 белая пешка · c4 белый король · e4 белая пешка · b3 белая ладья · g3 белая пешка · b2 белая пешка · f2 белая пешка · h1 белая ладья | b8 чёрная ладья · b7 чёрная пешка · c7 чёрный король · d7 чёрная ладья · e7 чёрный слон · g7 чёрная пешка · a6 чёрная пешка · f6 чёрная пешка · h6 чёрная пешка · a5 белая пешка · c5 чёрная пешка · d5 белый слон · f5 белая пешка · c4 белый король · e4 белая пешка · b3 белая ладья · g3 белая пешка · b2 белая пешка · f2 белая пешка · h1 белая ладья | b8 чёрная ладья · b7 чёрная пешка · c7 чёрный король · d7 чёрная ладья · e7 чёрный слон · g7 чёрная пешка · a6 чёрная пешка · f6 чёрная пешка · h6 чёрная пешка · a5 белая пешка · c5 чёрная пешка · d5 белый слон · f5 белая пешка · c4 белый король · e4 белая пешка · b3 белая ладья · g3 белая пешка · b2 белая пешка · f2 белая пешка · h1 белая ладья | b8 чёрная ладья · b7 чёрная пешка · c7 чёрный король · d7 чёрная ладья · e7 чёрный слон · g7 чёрная пешка · a6 чёрная пешка · f6 чёрная пешка · h6 чёрная пешка · a5 белая пешка · c5 чёрная пешка · d5 белый слон · f5 белая пешка · c4 белый король · e4 белая пешка · b3 белая ладья · g3 белая пешка · b2 белая пешка · f2 белая пешка · h1 белая ладья | b8 чёрная ладья · b7 чёрная пешка · c7 чёрный король · d7 чёрная ладья · e7 чёрный слон · g7 чёрная пешка · a6 чёрная пешка · f6 чёрная пешка · h6 чёрная пешка · a5 белая пешка · c5 чёрная пешка · d5 белый слон · f5 белая пешка · c4 белый король · e4 белая пешка · b3 белая ладья · g3 белая пешка · b2 белая пешка · f2 белая пешка · h1 белая ладья | b8 чёрная ладья · b7 чёрная пешка · c7 чёрный король · d7 чёрная ладья · e7 чёрный слон · g7 чёрная пешка · a6 чёрная пешка · f6 чёрная пешка · h6 чёрная пешка · a5 белая пешка · c5 чёрная пешка · d5 белый слон · f5 белая пешка · c4 белый король · e4 белая пешка · b3 белая ладья · g3 белая пешка · b2 белая пешка · f2 белая пешка · h1 белая ладья | b8 чёрная ладья · b7 чёрная пешка · c7 чёрный король · d7 чёрная ладья · e7 чёрный слон · g7 чёрная пешка · a6 чёрная пешка · f6 чёрная пешка · h6 чёрная пешка · a5 белая пешка · c5 чёрная пешка · d5 белый слон · f5 белая пешка · c4 белый король · e4 белая пешка · b3 белая ладья · g3 белая пешка · b2 белая пешка · f2 белая пешка · h1 белая ладья | 1 |
|   | a | b | c | d | e | f | g | h |   |

1.d4 d5 2.с4 е6 3.Кс3 Kf6 4.Kf3 dc 5.е3 а6 6.а4 с5 7.С:с4 Кc6 8.0—0 Cd7 9.Фе2 Фb6 10.Лd1 Лd8 11.d5 ed 12.С:d5 Ce7 13.е4 Kd4 14.Фс4 К:f3+ 15.gf 0—0 16.Cf4 Kh5 17.Cg3 К:g3 18.hg Cf6 19.Лd2 Фb4 20.a5 Ф:c4 21.С:c4 Cc6 22.Cd5 Лd7 23.Ka4 С:a4 24.Л:a4 Лfd8 25.Лс4 Се7 26.Лd3 Kpf8 27.Лb3 Лb8 28.Kpf1 f6 29.Kpe2 Лс7 30.Kpd3 Kpe8 31.Лс1 Kpd8 32.Kpc4 Лd7 33.Лh1 h6 34.f4 Kpc7 35.f5 (см. диаграмму) 35. … Лdd8 36.Лh4 Cf8 37.f4 Лd6 38.Крс3 b5 39.ab+ Лd: b6 40.Л:b6 Л:b6 41.Лh1 Се7 42.b3 Лd6 43.Ла1 Лb6 44.Kpd3 Kpb8 45.Кре2 Лd6 46.Kpf3 Крс8 47.Kpg4 Kpd8 48.Kph5 Kpe8 49.Kpg6 Kpf8 50.Ла5 Лb6 51.Сс4 Cd6 52.Ла1 Се7 53.Kph7 Cd6 54.Лd1 Лс6 55.Лd5 h5 56.Kpg6 a5 57.Кр: h5 Лb6 58.е5 fe 59.fe Ce7 60.Лd7 Лb8 61.Ла7 Лd8 62.Л:а5 Лd2 63.Ла8+ Лd8 64.Ла7 Лd1 65.f6 gf 66.ef Cd8 67.g4 Лg1 68.g5 Лg3 69.Kpg6 Kpe8 70.Cb5+ Kpf8 71.Лf7+ Kpg8 72.Cc4, 1:0.